# Raiffeisenbank Handewitt
Die Raiffeisenbank eG Handewitt war eine Genossenschaftsbank mit Sitz in Handewitt im äußersten Norden Schleswig-Holsteins. Im Oktober 2021 fusionierte die Raiffeisenbank eG mit der VR Bank Westküste. Seitdem ist die Raiffeisenbank Handewitt eine Niederlassung der VR Bank Westküste.

## Organisationsstruktur
Die Raiffeisenbank eG Handewitt war eine Genossenschaftsbank. Rechtsgrundlagen waren das Genossenschaftsgesetz und die durch den Aufsichtsrat erlassene Satzung. Organe der Bank waren der Vorstand und der Aufsichtsrat.

## Geschäftsausrichtung
Die Raiffeisenbank eG Handewitt betrieb das Universalbankgeschäft. Im Verbundgeschäft arbeitete sie mit der DZ Bank, R+V Versicherung, Bausparkasse Schwäbisch Hall, Teambank, VR Smart Finanz und der Union Investment zusammen.

## Geschäftsgebiet und Geschäftsstellen
Das Geschäftsgebiet der Raiffeisenbank eG Handewitt umfasste einen Teilbereich im Norden des Kreises Schleswig-Flensburg westlich der kreisfreien Stadt Flensburg.
Insgesamt unterhielt die Raiffeisenbank eG Handewitt sechs personenbesetzte Geschäftsstellen:
- Großenwiehe
- Handewitt (Hauptstelle)
- Handewitt-Weding (Beratungszentrum)
- Harrislee
- Jörl-Kleinjörl
- Medelby

## Geschichte
Die Raiffeisenbank eG in Handewitt wurde im Jahr 1896 als Spar- und Darlehnskasse eingetragene Genossenschaft mit unbeschränkter Haftpflicht Handewitt gegründet. Das erste Statut wurde am 29. Mai 1896 errichtet. Die Eintragung in das Genossenschaftsregister des Amtsgerichts Flensburg erfolgte am 27. Juni 1903.
Im weiteren geschichtlichen Verlauf erfolgten Fusionen mit benachbarten Genossenschaftsbanken. So erfolgte im Jahr 1981 der Zusammenschluss mit der Raiffeisenbank eG in Weding und Umfirmierung in Raiffeisenbank Handewitt-Weding eG. Dieser Name wurde jedoch bereits 1985 mit der nächsten Fusion mit der Raiffeisenbank eG in Medelby wieder abgelegt. Es erfolgte die Umfirmierung in den früheren ortsneutralen Namen Raiffeisenbank eG, den die Bank bis heute führt. Im Jahre 1989 folgte die Übernahme der Raiffeisenbank Lindewitt eG mit Sitz in Lindewitt. Zum 1. Januar 1993 kaufte die Raiffeisenbank eG die Geschäftsstelle der Landkreditbank AG in Harrislee.
Die bislang letzte Fusion erfolgte im Jahr 2004 mit der Übernahme der 1923 gegründeten Raiffeisenbank eG in Kleinjörl. In dieser war bereits im Jahr 1979 die Raiffeisenbank eG in Sollerup aufgegangen.

### Stammbaum
Der Stammbaum der Raiffeisenbank eG Handewitt. Angegeben ist der zum Zeitpunkt der Verschmelzung geführte Name.
- Raiffeisenbank eG, Handewitt
  - Raiffeisenbank eG, Weding (bis 1981)
  - Raiffeisenbank eG, Medelby (bis 1985)
  - Raiffeisenbank Lindewitt eG, Lindewitt (bis 1989)
  - Raiffeisenbank eG, Kleinjörl (bis 2004)
    - Raiffeisenbank eG, Sollerup (bis 1979)